# Антоній Якса-Марцинківський
Антоній Якса-Марцинківський (пол. Antoni Jaksa-Marcinkowski; народився 17 січня 1823 року в Мостище Київська область; — помер 31 серпня 1880 року в місті Київ) — українсько-польський літературний критик, етнограф, сатирик, перекладач і письменник. Писав під псевдонімом Антоній Новосельський — перекладав з французької та англійської мов.

## Життєвий шлях
Антоній Якса-Марцинківський є автором численних есе з історії та досліджував часи Речі Посполити (Rzeczpospolitej). У своїх роботах черпав натхнення в фольклорі, який був предметом його досліджень, як знаного етнографа. Він писав історичні романи, та брав дієву участь у суспільному житті Києва та особливо польської меншини. Публікувався в місцевих газетах, в тому числі редагував польський журнал «Вінок» (Wieńcu).
Переклав з французької мови, «Історія Риму..» (Historię rzymską…), з англійської мови перекладав праці Олівера Ґолдсміта (Olivera Goldsmitha) та Джорджа Генрі Льюїса (Georga Henry'ego Lewesa).

## Відомий творчий доробок
- «Образи і карикатури: фантазії і викладки реального світу (етюди мальовані двома типами олівців (AUX DEUX олівців)»; (Ideały i karykatury: zarysy fantazyi i rzeczywistego świata: (etiudy nakreślone dwoma tępymi ołówkami (aux deux crayons)), Київ — 1848 рік.
- (Leviathan: xiążka składkowa); Київ 1848 рік.
- «Степи, моря і гори: нариси та спогади про поїздку»; (Stepy, morze i góry: szkice i wspomnienia z podróży); 2 томи, Київ 1854 рік.
- «Дві сестри: картини з повсякденному життя»; (Dwie siostry: obrazek z powszedniego życia); у двох томах, Київ 1855 рік.
- «Український народ»; (Lud ukraiński); 2 томи, Вільнюс 1857 рік.
- «Мемуари куратора магазинів»; (Pamiętniki kuratora magazynów); Варшава 1858рік.
- «Пограниччя наддніпрянське: ескізи української громади у XVIII столітті»; (Pogranicze naddnieprzańskie: szkice społeczności ukraińskiej w wieku XVIII); 2 томи, Київ 1863 рік.

## Вшанування пам'яті
- У Києві з 2018 року існує Вулиця Антоні Новосельського[2].